# Рэп диск-жокея
«Рэп диск-жокея» (также известна как «Худсовет») — рэп-композиция советского диск-жокея Сергея Минаева, записанная летом 1987 года. Была выпущена на альбоме «Радио «Абракадабра»» (1988). Одна из первых советских записей в стиле «рэп». Музыкальной основой для композиции послужил инструментальный трек сингла 1986 года «Holiday Rap» голландского рэп-дуэта MC Miker G & DJ Sven. Автором текста является Минаев.

## Содержание
Композиция посвящена художественному совету фирмы звукозаписи «Мелодия», который в то время из-за советской цензуры отказывался выпускать альбомы Минаева на грампластинках вплоть до 1990 года. По словам диск-жокея, песня является сатирой на худсовет.
Строчки о дуэте Modern Talking («…и через 10 лет, когда всё диско помрёт, к нам Talking на гастроли всё же попадёт!») оказались пророческими — хотя и Андерс, и Болен приезжали с концертами в СССР, первый концерт группы Modern Talking в России состоялся лишь в 1998 году.
Музыкальной основой для композиции послужил инструментальный трек сингла 1986 года «Holiday Rap» голландского рэп-дуэта MC Miker G & DJ Sven. Продюсер дуэта, Бен Либранд, выяснил, какие инструменты были использованы в оригинале песни Мадонны «Holiday» (1983) и перезаписал музыку с нуля, а не семплировал оригинал, сопроводив аранжировку другим текстом и новыми мелодиями. 

## Переиздания
В августе 1990 года была включена под именем «Рэп» в сборник «Сергей Минаев», впервые выпущенный фирмой «Мелодия» на грампластинках. В 1993 году была включена под именем «Рэп диск-жокея» в компиляцию «Коллекция», выпущенную на компакт-дисках. В 1994 году издана под именем «Рэп диск-жокея» в CD-версии альбома «Радио «Абракадабра»».

## Видеоклип
Видеоклип на «Рэп диск-жокея» был снят съёмочной группой музыкальной телепередачи «Утренняя почта» в «Зелёном театре» студенческого лагеря Московского энергетического института «Алушта» в августе 1987 года. Звуковое и световое оборудование было предоставлено дискотекой «Студия Рекорд» при участии Сергея Лисовского. В качестве массовки были задействованы студенты и отдыхающие. Клип был показан в «Утренней почте» спустя пару месяцев, при этом название песни поменяли на «Худсовет», потому что слово «рэп» было тогда в новинку.

## Критика
В 2014 году автор и ведущий программы «Моя Радиола» на радио «Ника FM», Сергей Сычёв, упомянул, что большинство жителей Советского Союза познакомились с рэпом благодаря Сергею Минаеву и песне «Рэп диск-жокея».

## Участники записи
- Сергей Минаев — вокал, автор текстов, аранжировки[1]
- Игорь Замараев — звукорежиссёр[1][4]

## Позиции в чартах
| Год  | Чарты                                                         | Высшая позиция |
| ---- | ------------------------------------------------------------- | -------------- |
| 1987 | «Смена», «Видеоклипы года»                                    | «Худсовет»: 4  |
| 1988 | «Звуковая дорожка МК», «Top 30 Hits» (песни января 1988 года) | «Худсовет»: 12 |

В конце 1987 года музыкальный обозреватель ленинградской газеты «Смена», Михаил Садчиков, поместил видеоклип на песню «Худсовет» на четвёртое место в разделе «Видеоклипы года». В феврале 1988 года песня «Худсовет» заняла 12 место в списке «Лучших песен января» в ежемесячном хит-параде «Top 30 Hits» в рубрике «Звуковая дорожка» газеты «Московский комсомолец».
По данным интернет-проекта Moskva.FM, композиция «Худсовет» была в ротации нескольких российских радиостанций с 2008 по 2015 год. За семь лет её прослушали 33 тысяч раз.